# NSB Ska Type 5
Der Ska Type 5, der später als Ska 205 bezeichnet wurde, ist ein in zwei Exemplaren gebauter leichter Akkumulator-Schienentraktor, der ab 1936 auf den Strecken der Norges Statsbaner (deutsch Norwegische Staatsbahn) in Norwegen eingesetzt wurde. Die beiden Lokomotiven wurden für kleinere Transportaufgaben und zum Rangieren auf Anschlussbahnen und in den Bahnhöfen eingesetzt.

## Geschichte
Die Lokomotiven wurden von Norsk Elektrisk & Brown Boveri (NEBB) gebaut, wobei das Werk Thunes mekaniske verksted der Norsk Maskin Industri den mechanischen Teil herstellte. Die Batterien wurden von der Accumumulatoren-Fabrik A/G der Norsk Akkumulator Co A/S zugeliefert. Der elektrische Teil wurde von NEBB in der gleichen Ausführung gebaut wie zuvor vier Akkumulatorlokomotiven, die an die Sørlandsbane für den Tunnelbetrieb geliefert wurden.
Mit den Lokomotiven wurde ein Quecksilberdampfgleichrichter mit einer 220 V/3-phasigen Halbbrückenschaltung geliefert, der Gleichstrom mit einer Stromstärke von 60 A abgab. Hersteller war die BBC Gleichrichter GmbH Berlin. Der Gleichrichter stand in einer separaten Ladestation am Bahnhof Narvik. Der Glaskolben des Gleichrichters ist jetzt im Ofoten Museum in Narvik zu sehen.
Die Anhängelast der Schienentraktoren war von der gefahrenen Geschwindigkeit abhängig.
| Geschwindigkeit | Zugkraft   |
| --------------- | ---------- |
| 16 km/h         | 160 Tonnen |
| 26 km/h         | 50 Tonnen  |
| 40 km/h         | 10 Tonnen  |

## NSB Ska 205
Die Planungen für die beiden Fahrzeuge liefen noch unter der Bezeichnung Ska Type 5. Die Nummer 1 wurde noch unter dieser Bezeichnung angeliefert und erst 1942 offiziell in die Baureihe Ska 205 umbenannt. Die Nummer 2 wurde ab der Ablieferung als Ska 205 bezeichnet.

## Einsatz und Verbleib
Die beiden Lokomotiven wurden am 12. September 1936 mit dem Dampfschiff Trondheim von Trondheim nach Narvik geliefert. Sie wurden dem dortigen Bahnbetriebswerk zugeteilt.
Haupteinsatzgebiet war der Rangierbetrieb. Zu den Aufgaben gehörte, die CF-Wagen für den Zugführer und die Fahrgastbeförderung dem jeweiligen Erzzug beizustellen. Der Zugführer war für die Kontrolle des Bremsdruckes zuständig, ihm oblag darüber hinaus die Fahrkartenkontrolle. Diese CF-Wagen wurden von den Erzzügen für Schulkinder, die entlang der Strecke wohnten, mitgeführt.
Ska 205 2 wurde 1961 an den Distrikt Stavanger abgegeben und dort im Bahnhof Nærbø eingesetzt.
Ska 205 1 wurde 1971 offiziell außer Dienst gestellt, aber fallweise später noch eingesetzt. 1977 wurde er in die „Utvalget for teknisk museum i Narvik“ (deutsch Auswahl für das Technische Museum Narvik) aufgenommen. Dennoch wurde er in den frühen 1980er-Jahren in Fagernes zerlegt.
Ska 205 2 wurde von NSB etwa 1990 ausgemustert. Die Mitglieder des Norsk Jernbaneklubb verhinderten die Verschrottung. Die Lokomotive sollte vom Verein übernommen werden. 2010 stand die Lokomotive in Notodden. 2016 begann nach einer Totalzerlegung eine Rekonstruktion der Maschine.